# Badredine El Mokrani
Badredine El Mokrani (în arabă بدر الدين المقرانى) este o comună din provincia Sidi Bel Abbès, Algeria.
Populația comunei este de 6.200 locuitori (2008).